# Aux alentours
Albums de Marie-Pierre Arthur
Marie-Pierre Arthur (album)
(2009) Si l'aurore
(2015)
Aux alentours est le second album de l'artiste québécoise Marie-Pierre Arthur, sorti le 7 février 2012. 
Réalisé par François Lafontaine (Karkwa), elle est entourée des musiciens Olivier Langevin (Galaxie), Robbie Kuster (Patrick Watson), Joe Grass, Julien Sagot (Karkwa), Louis-Jean Cormier (Karkwa) et José Major.

## Liste des chansons
| No  | Titre                  | Durée |
| --- | ---------------------- | ----- |
| 1.  | Fil de soie            | 2:35  |
| 2.  | Si tu savais           | 3:03  |
| 3.  | All Right              | 3:35  |
| 4.  | Pour une fois          | 3:45  |
| 5.  | Encore là              | 4:05  |
| 6.  | Emmène-moi             | 2:59  |
| 7.  | Les infidèles          | 3:56  |
| 8.  | Chacun pour toi        | 3:11  |
| 9.  | Chanson pour Dan       | 3:38  |
| 10. | À partir de maintenant | 4:03  |